# Burg Flochberg
Die Burg Flochberg ist eine Ruine über dem Bopfinger Ortsteil Schloßberg im Ostalbkreis in Baden-Württemberg. Von der großen hochmittelalterlichen Gipfelburg sind noch größere Mauerreste erhalten.

## Geographische Lage
Die Höhenburg liegt beherrschend und weithin sichtbar in 579 Meter Höhe auf einem Kalksteinkegel am Riesrand bei Bopfingen.

## Geschichte

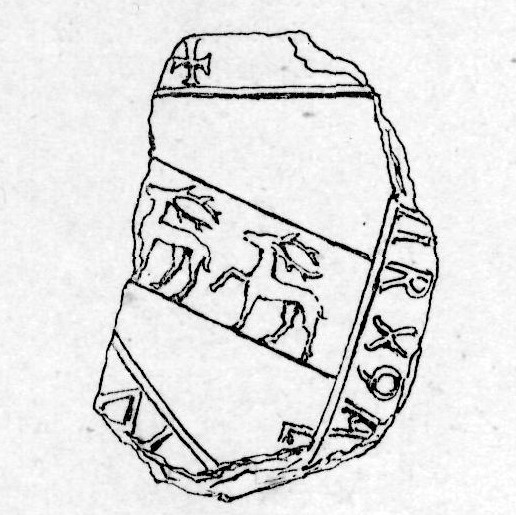
Siegel des Marquardus liber de Flochberg (1287)

Ein „Reginhardus de Vlochperch“ wurde bereits 1138 und nochmals 1152 urkundlich genannt. Die Burg auf dem Schlossberg wird in einem in Würzburg am 16./20. April 1150 verfassten Brief von König Konrad III. an seine Schwägerin, die byzantinische Kaiserin Irene als „castellum nostrum Flochperhc“ (unsere Burg Flochberg) genannt. Dort berichtet er über die Schlacht bei Flochberg, bei der Konrads dreizehnjähriger Sohn Heinrich Berengar einen Sieg über Welf VI. davontrug, was letztlich zu einer Beendigung eines jahrzehntelangen Konflikts zwischen Staufern und Welfen führte.
Kaiser Friedrich I. Barbarossa wies im Jahre 1188 in einem Ehevertrag seinem Sohn Konrad mit Berenguela von Kastilien verschiedene Besitztümer als Morgengabe für die Braut zu. In diesem Seligenstädter Vertrag wird auch das ‚castrum Flochberch cum omnibus pertinenciis‘ (Burg Flochberg mit allem Zubehör) genannt. Allerdings wurde dieser Ehevertrag nicht in die Praxis umgesetzt. Die Verbindung wurde zwischen Herbst 1191 und Anfang 1192 durch den Erzbischof Gonzalo von Toledo und den päpstlichen Legaten Gregor, Kardinaldiakon von San Angelo per Scheidungsurteil mit der Begründung getrennt, dass sich die Braut dagegen ausgesprochen habe.
Im Hochmittelalter führten sowohl Dienstmannen als auch edelfreie Adelige den Beinamen von Flochberg. So nannte sich 1153 der Edelfreie Willingus nach der Burg, 1270 erschien ein Marquard, 1293 traten die edelfreien Brüder Albert und Konrad von Flochberg auf.
1330 wurde das Lehen an die Grafen von Oettingen vergeben. König Ludwig erlaubte die Wiederbefestigung des „Burgstalles“ Flochberg, der bereits 1338 wieder bewohnt wurde. Diese Wiederbefestigung setzt natürlich eine vorangegangene Zerstörung der Veste voraus. Die Burg dürfte den Auseinandersetzungen um das Staufererbe zwischen Ludwig dem Bayern und Friedrich von Österreich zum Opfer gefallen sein.
König Karl IV. verpfändete Flochberg 1347 an die Grafen. Das Pfand wurde niemals vom Reich eingelöst, die Herrschaft war also faktisch vollständig im Besitz der Oettinger. Die Burg diente danach als Sitz der oettingischen Vögte. 1547 hielt sich Kaiser Karl V. während des Schmalkaldischen Krieges auf der Veste auf.
Im Dreißigjährigen Krieg wurde Flochberg durch kaiserliche Truppen besetzt und bei der anschließenden Eroberung durch die Schweden stark beschädigt. Diese Zerstörungen betrafen wohl vor allem die Kernburg, die Bergfriede und die Kapelle sollen weitgehend intakt geblieben sein.
1682 erneuerte man das Dach der Burgkapelle Sankt Nikolaus. 1722 gründeten die Grafen die Siedlung Schloßberg am Fuß des Burgberges. Bereits 1689 war das Schlossgut in kleinere Parzellen aufgeteilt und veräußert worden. Die Siedler – meist „Hausierer und fahrendes Volk“ – beuteten die Burg als willkommenen Steinbruch aus. 1743 verkaufte man die Orgel der Kapelle an das Kloster Heiligkreuz in Donauwörth, sie ist wohl um diese Zeit abgebrochen worden.
Das Jahr 1806 brachte den Übergang an das Königreich Bayern, bereits 1810 gelangte Flochberg jedoch als Tauschobjekt zu Württemberg und wurde in das Oberamt Neresheim integriert. 1938 kamen Ort und Burg zum Landkreis Aalen, der 1973 in den Ostalbkreis eingegliedert wurde.

## Beschreibung
Die rechteckige Kernburg mit einer Fläche von etwa 33 × 70 Metern war ehemals von drei „Vorhöfen“ umgeben und wurde im Nordwesten und Nordosten durch zwei annähernd quadratische Bergfriede geschützt. Im Süden stehen noch Reste der Außenwand des Palas bis zu den Fensteröffnungen aufrecht, am Südosteck hat sich der Stumpf eines ovalen Geschützturmes erhalten.
Gegenüber auf der Westseite lag ein weiterer Wohnbau mit der Burgkapelle. Auch dort sind nur noch Teile der Außenmauern zu sehen. Nach einer Mauerlücke schließen sich nördlich die Ruine eines Gebäudes und der teilweise erhaltene nordwestliche Bergfried mit einer Seitenlänge von 7,6 × 6,8 Metern an, seine Mauerstärke beträgt 2,05 Meter. Der östliche Bergfried ist oberirdisch vollständig verschwunden.
Nördlich ist der Kernburg der dritte Vorhof vorgelagert. Die Umfassungsmauern sind teilweise erhalten.
Das ehemalige Haupttor lag im Westen unter der Kernburg und war von einem Eckturm flankiert. Der Burgweg zog sich von Westen im Zwinger um die Burg. Von diesen Außenbefestigungen zeugen nur noch Geländespuren und geringe Mauerreste.
Die Zwingermauer war durch zwei halbrund vorspringende Türme bewehrt. Die Nordseite der Burg umläuft ein niedriger Wall.

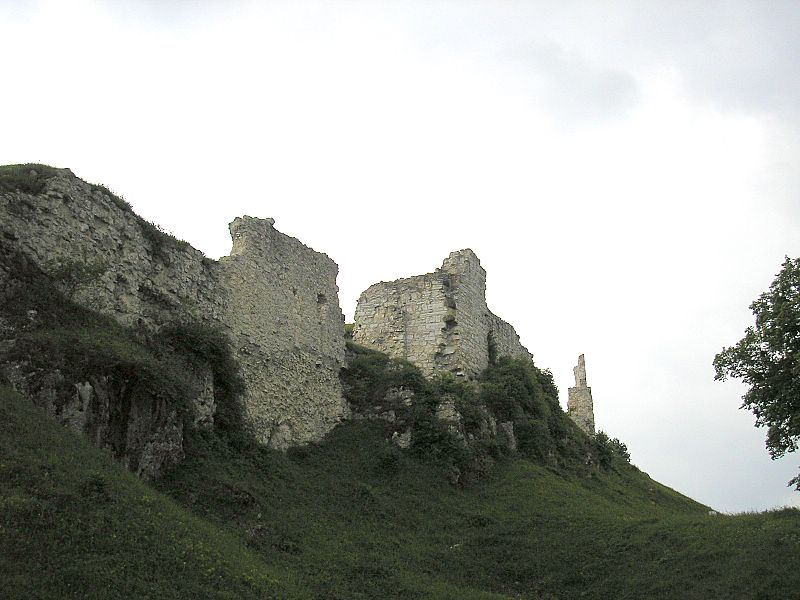
Die Westseite nach Süden mit dem Stumpf des westlichen Viereckturmes
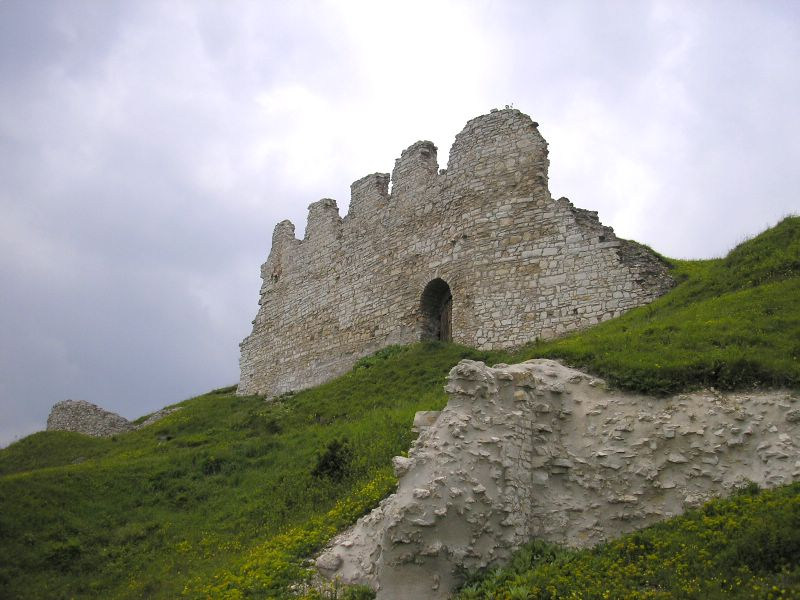
Die Außenwand des Palas im Südosten
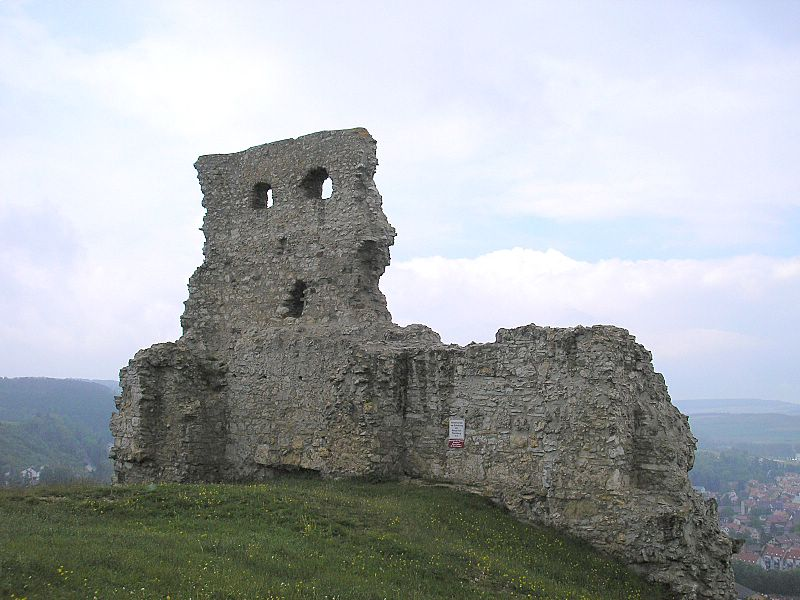
Das Wohngebäude im Südwesten
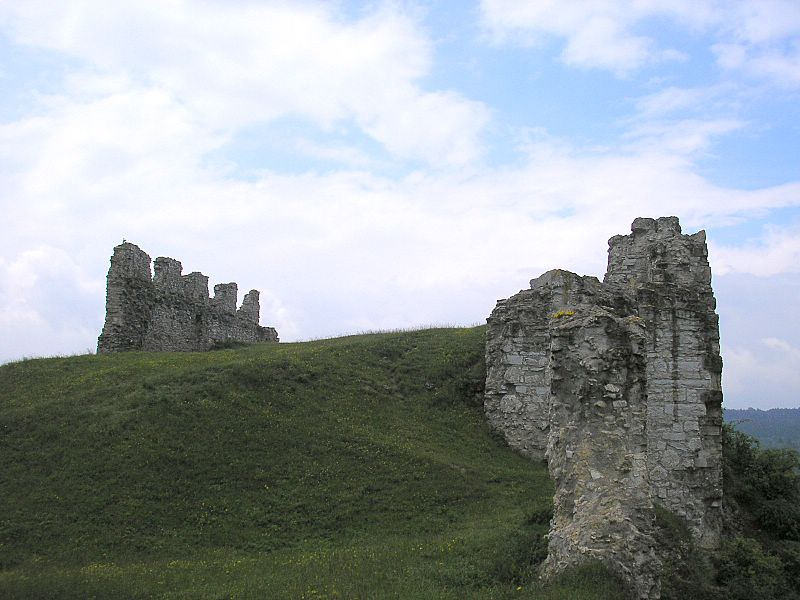
Die Hauptburg nach Süden
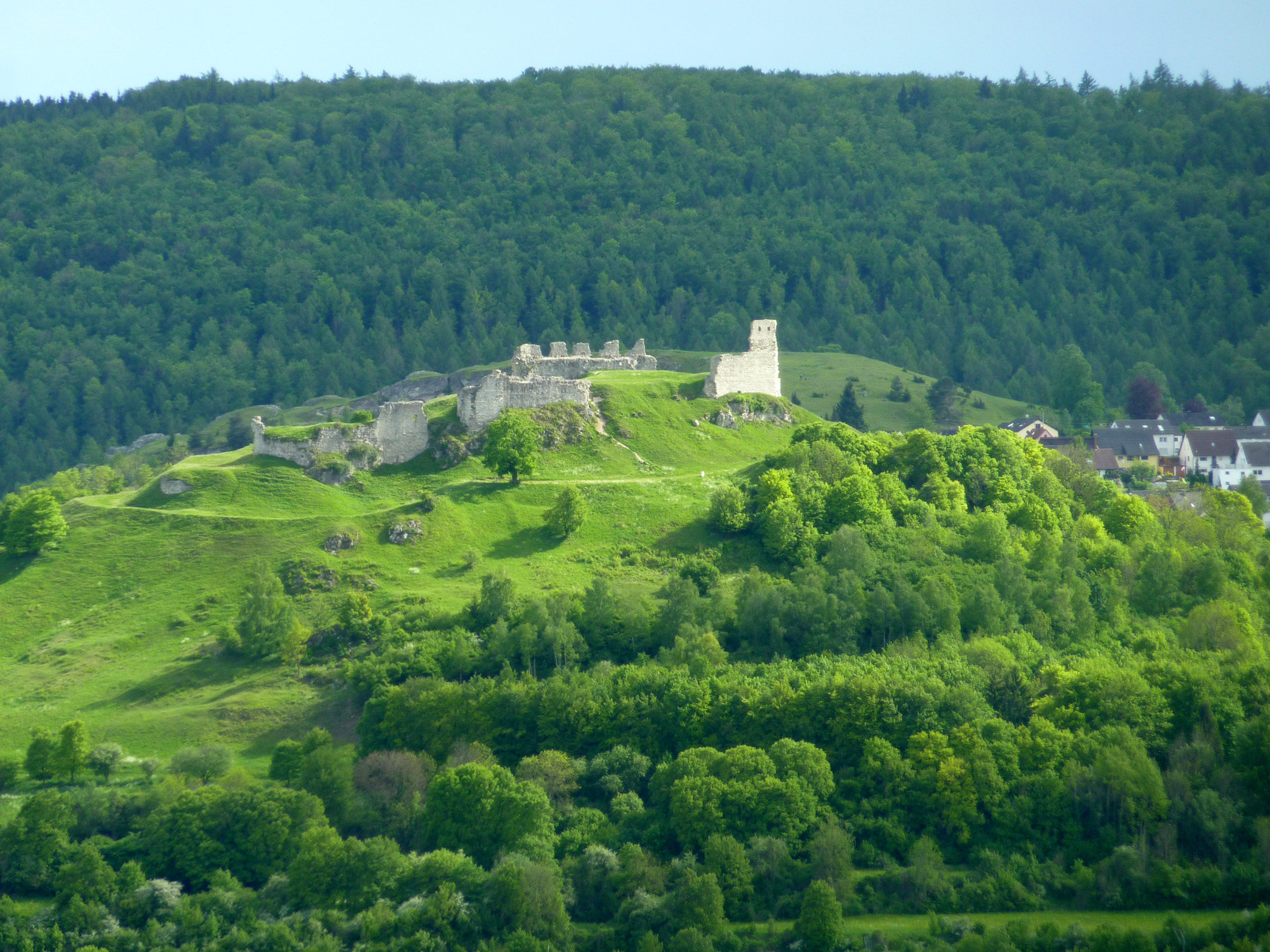
Blick vom Ipf aus Norden